# Bruce Cowling
Bruce Cowling (* 30. Oktober 1919 in Coweta, Oklahoma; † 22. August 1986 in Los Angeles, Kalifornien) war ein US-amerikanischer Schauspieler.

## Leben und Karriere
Bruce Cowling absolvierte sein Filmdebüt im Jahr 1946 in der Filmbiografie Till the Clouds Roll By. Bis zum Jahr 1955 trat der hochgewachsene, dunkelhaarige Schauspieler anschließend in über 20 Kinofilmen auf, häufig Western und Abenteuerstreifen. Er spielte unter anderem an der Seite von Myrna Loy und William Powell in der Krimikomödie Das Lied vom dünnen Mann (1947), in William A. Wellmans Kriegsfilm Kesselschlacht (1949) und in der historischen Rolle des Virgil Earp in dem Western Überfall in Texas (1952) neben George Montgomery und Tab Hunter. Eine seiner umfangreichsten Kinorollen verkörperte er 1951 in dem Lassie-Film Lassie und die Goldgräber. Ab Mitte der 1950er-Jahre spielte Cowling ausschließlich in Fernsehserien wie Im wilden Westen, Lassie und Der Texaner. 1961 zog er sich nach einer Gastrolle in der Sitcom Hot Off the Wire ganz aus dem Hollywood-Geschäft zurück.

## Filmografie (Auswahl)
- 1946: Bis die Wolken vorüberzieh’n (Till the Clouds Roll By)
- 1947: Das Lied vom dünnen Mann (Song of the Thin Mann)
- 1947: Ihre beiden Verehrer (It Happened in Brooklyn)
- 1949: The Stratton Story
- 1949: Kesselschlacht (Battleground)
- 1950: A Lady Without Passport
- 1950: Fluch des Blutes (Devil's Doorway)
- 1950: Die Letzten von Fort Gamble (Ambush)
- 1951: Grund zur Aufregung (Cause for Alarm!)
- 1951: Lassie und die Goldgräber (The Painted Hills)
- 1952: Die Schlacht am Apachenpaß (The Battle at Apache Pass)
- 1953: Überfall in Texas (Gun Belt)
- 1954: Cannibal Attack
- 1954: Gangster, Spieler und ein Sheriff (Masterson of Kansas)
- 1955: Zur Hölle und zurück (To Hell and Back)